# Xã khảo sát

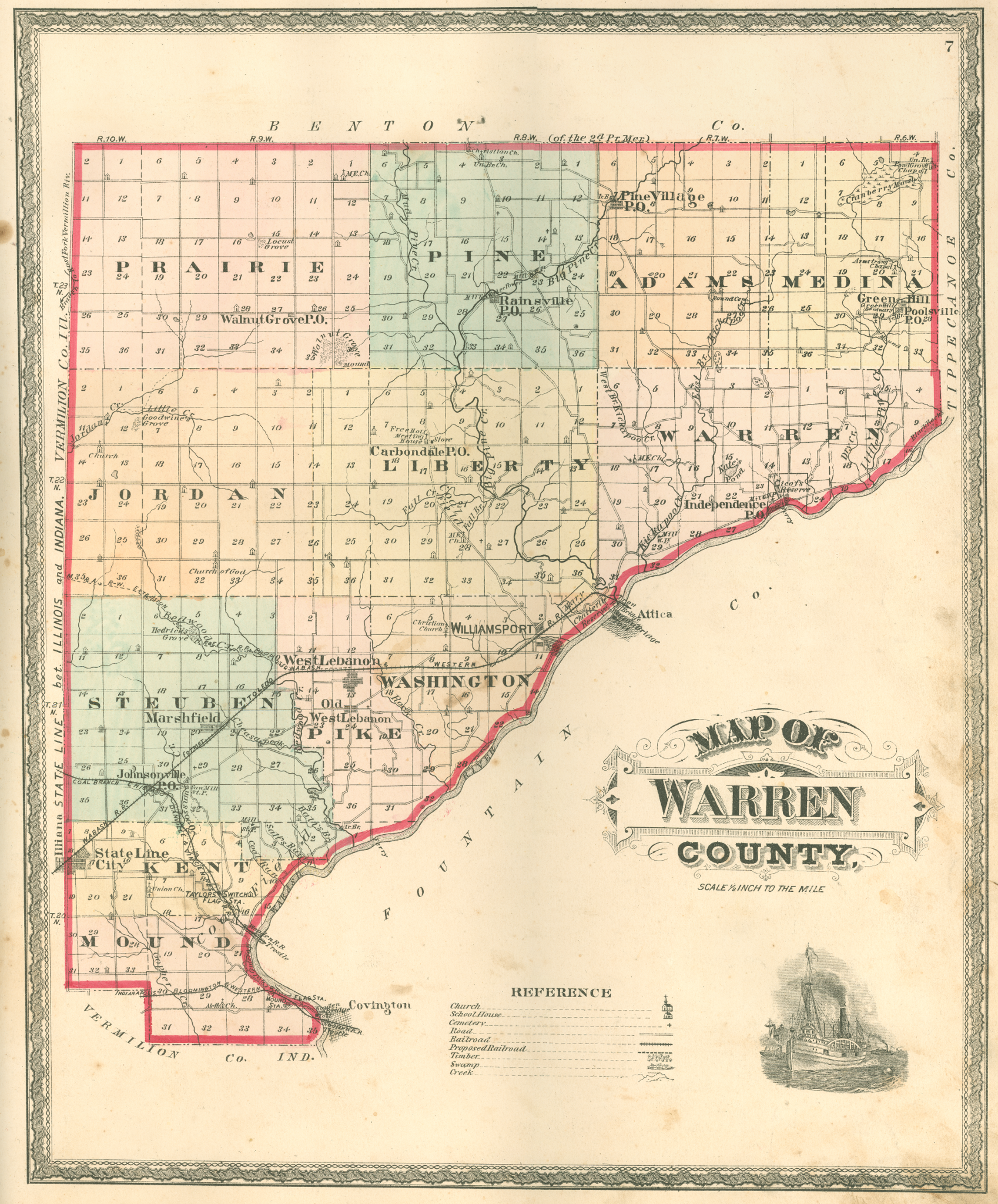
Bản đồ Quận Warren, Indiana năm 1877. Trong số tất cả các xã dân sự, chỉ xã Pine xứng hợp chính xác như một xã khảo sát với 36 phần.

Xã khảo sát (tiếng Anh: Survey township, đôi khi được gọi là Congressional township), như được Hệ thống Khảo sát Công thổ Hoa Kỳ sử dụng, là một đơn vị đất đai hình vuông, thường thường có mỗi cạnh dài 6 dặm Anh (~9,7 km). Mỗi đơn vị đất rộng 36 dặm vuông (~93 km²) được chia thành 36 khu rộng một dặm vuông (~2,6 km²). Mỗi khu rộng một dặm vuông có thể được chia nhỏ thêm để bán. Mỗi khu rộng một dặm vuông có diện tích đúng 640 mẫu Anh (2,6 km2). Các xã được nhận dạng bằng một hệ thống mã số nhằm mục đích định vị xã theo kinh tuyến (bắc-nam) và đường cơ sở (đông-tây). Ban đầu các xã được khảo sát và vẽ bản đồ bởi Văn phòng Đất đai Tổng quát Hoa Kỳ (US General Land Office). Sau đó các xã được đánh dấu trên bản đồ địa hình Hoa Kỳ bởi Cục Khảo sát Địa chất Hoa Kỳ.

## Lịch sử
Trước khi chuẩn hóa, một số đất đai của Ohio được khảo sát để lập thành các xã hình vuông có mỗi cạnh dài 5 dặm Anh (8 km). Các xã này thường được biết như các xã quốc hội (Congressional township).
Mỗi khu rộng một dặm vuông (640 mẫu Anh) được chia làm bốn phần rộng 160 mẫu Anh và sau đó được chia tiếp tục thành 16 phần rộng 40 mẫu Anh. Trong Đạo luật Homestead năm 1862, diện tích đất bằng một phần tư dặm vuông (160 mẫu Anh) là số đất đai được chia cho mỗi người định cư.

## So sánh Xã khảo sát và xã dân sự
Xã khảo sát khác với xã dân sự. Một xã khảo sát được sử dụng để thiết lập ranh giới chủ quyền đất. Xã dân sự là một hình thức của chính quyền địa phương. Tại các tiểu bang có xã dân sự, ranh giới của xã khảo sát thường trùng với xã dân sự. Ranh giới của các quận, đặc biệt tại các tiểu bang miền Tây, thường đi theo ranh giới các xã, đẫn đến tình trạng có một số lượng lớn các quận có hình dạng chữ nhật tại miền Tây, là nơi có rất nhiều xã khảo sát.
Tại Tây Canada, Cục Khảo sát Đất đai Hoàng gia áp dụng hình thức tương tự đối với các xã khảo sát nào không hình thành các đơn vị hành chính. Các xã này cũng có diện tích rộng 36 dặm vuông Anh (6X6 dặm Anh).